# Panentheismus
Panentheismus (nach griechisch πᾶν „alles“ und ἐν θεῷ „in Gott“) ist ein 1828 von Karl Christian Friedrich Krause geprägter Terminus, der die Auffassung bezeichnet, „daß das Eine in sich und durch sich auch das All se[i]“. Bei späteren Autoren wird der Terminus als Bezeichnung für eine Auffassung gebraucht, nach der „Gott der Welt immanent und zugleich zu ihr transzendent ist, insofern die Welt ihrerseits Gott immanent, in Gott, von Gott umfasst ist“. Das bedeutet, aus Sicht des Panentheismus ist die Welt in Gott enthalten, Gott selbst übersteigt die Welt jedoch. Darin unterscheidet sich die panentheistische von der pantheistischen Auffassung, die Gott als identisch mit der Welt betrachtet.

## Pantheismus und Panentheismus
Ausgangspunkt von Krauses Wortprägung ist ein bestimmtes Verständnis des Spinozismus, das das Denken Spinozas in der Formel Deus sive Natura zusammengefasst und darin die unmittelbare Identität von Gott und Natur ausgedrückt sieht. Seit dem Beginn des 18. Jahrhunderts wurde diese Auffassung der Identität von Gott und Natur als Pantheismus bezeichnet. Demgegenüber soll der Panentheismus ausdrücken, dass die Welt zwar in Gott enthalten ist, dieser aber umfassender als jene gedacht wird. Gott und Welt sind hier also ausdrücklich nicht identisch. Der Panentheismus steht so in der Mitte zwischen Pantheismus (Immanenz Gottes in der Welt) und Theismus (Transzendenz Gottes zur Welt).
Neben Krause verwendeten auch Vertreter des theistischen Spätidealismus wie Immanuel Hermann Fichte den Ausdruck. Von dort drang er in die Philosophiegeschichtsschreibung des 19. Jahrhunderts ein; Wilhelm Windelband etwa bezeichnet damit die Positionen, die Johann Gottfried Herder vor allem in seiner Schrift Gott vertrat. In neueren Philosophie-historischen Arbeiten wird die Unterscheidung der Begriffe Pantheismus und Panentheismus kaum mehr verwendet, da sie auf einer unangemessenen Verkürzung von Spinozas Lehre beruht – die spätestens seit Friedrich Heinrich Jacobis Schriften Über die Lehre des Spinoza und Von den göttlichen Dingen und ihrer Offenbarung für das Verständnis des Begriffs „Pantheismus“ maßgeblich ist. Das Historische Wörterbuch der Philosophie führt den Begriff nur noch im Hinblick auf Krause. Dagegen hat der Begriff in der Theologie größere Verbreitung erlangt und ist dort noch gebräuchlich, im angelsächsischen Bereich noch mehr als im deutschsprachigen, besonders in der Prozesstheologie.
In der Religionswissenschaft wird der Ausdruck noch gelegentlich gebraucht und oft in einem apologetischen Sinn zur Abgrenzung von dem als theologisch problematisch angesehenen Pantheismus verwendet.